# (210359) 2007 UO49
(210359) 2007 UO49 es un asteroide perteneciente al cinturón de asteroides, descubierto el 24 de octubre de 2007 por el equipo del Mount Lemmon Survey desde el Observatorio del Monte Lemmon, Arizona, Estados Unidos.

## Designación y nombre
Designado provisionalmente como 2007 UO49.

## Características orbitales
(210359) 2007 UO49 está situado a una distancia media del Sol de 2,445 ua, pudiendo alejarse hasta 2,660 ua y acercarse hasta 2,231 ua. Su excentricidad es 0,088 y la inclinación orbital 5,581 grados. Emplea 1396,62 días en completar una órbita alrededor del Sol.

## Características físicas
La magnitud absoluta de (210359) 2007 UO49 es 16,77.